# Hattorioceros striatisporus
Hattorioceros,  es un género monotípico de plantas no vasculares en la familia Anthocerotaceae. Su única especie es: Hattorioceros striatisporus.

## Taxonomía
Hattorioceros striatisporus fue descrita por (J. Haseg.) J.Haseg. y publicado en Bryological Research 7: 273. 2000.